# Лусін
Лусін (вірм. Լուսին, в перекладі «Місяць») у вірменській міфології антропоморфна персоніфікація місяця. Згідно з міфом, одного разу юнак Лусін попросив у матері, яка тримала в руках тісто, булочку. Розсерджена мати дала ляпас Лусіну, від якого він злетів на небо. Досі на його обличчі видно сліди тіста. За народними повір'ями, фази місяця пов'язані з циклами життя царя Лусіна: молодик - з його юністю, повний місяць - зі зрілістю; коли місяць убуває і з'являється півмісяць, настає старість Лусіна, який потім іде в рай (вмирає). З раю він повертається відродженим (міфологема вмираючого і воскресаючого бога). У багатьох міфах Лусін (Лусіне) і Арев (персоніфікація сонця) виступають як брат і сестра.
Культ місяця у вірмен був широко поширений. Молодику приписувалася магічна дія як благотворна (здатність зцілити від низки хвороб тощо), так і шкідлива (поганий вплив на новонароджених); до нього приурочувалися культові церемонії і моління. Сонцю і Місяцю було присвячено багато храмів, головний з яких знаходився в Армавірі (столиця і релігійний центр давньовірменської держави).

## Ресурси Інтернета
- [Архівовано 23 березня 2016 у Wayback Machine.] Міфи народів